# Witschouderdikbek
De witschouderdikbek (Hesperiphona abeillei; synoniem: Coccothraustes abeillei) is een zangvogel uit de familie Fringillidae (vinkachtigen).

## Verspreiding en leefgebied
Deze soort telt 4 ondersoorten:
- H. a. pallida: noordwestelijk Mexico.
- H. a. saturata: noordoostelijk Mexico.
- H. a. abeillei: centraal en het zuidelijke deel van Centraal-Mexico.
- H. a. cobanensis: zuidelijk Mexico en Guatemala.